# Dialectul olandez

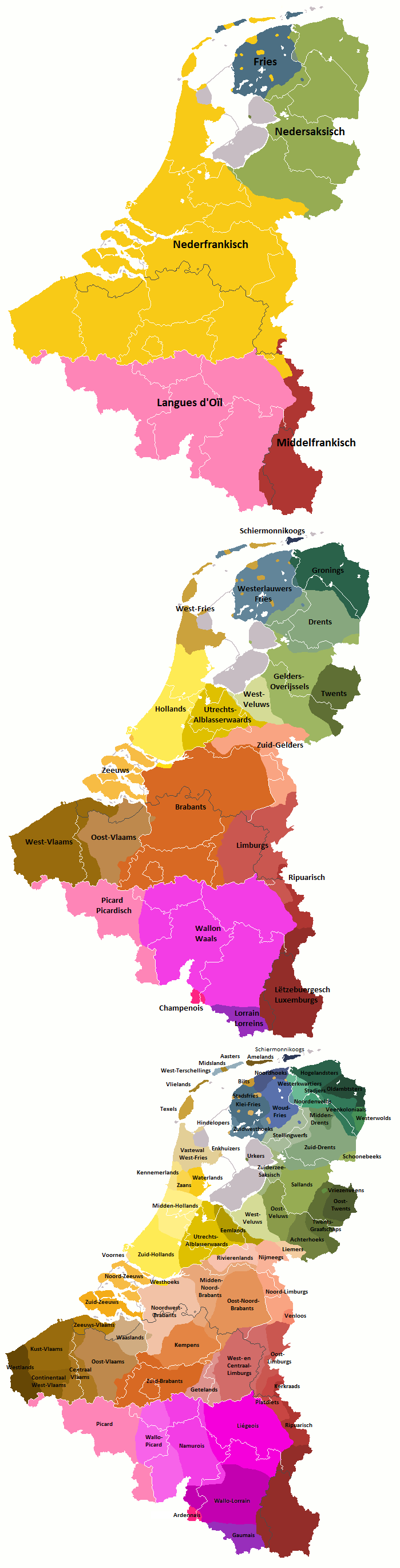
Harta lingvistică a Beneluxului (Belgia, Țările de Jos, Luxemburg). Zona de răspîndire a dialectului olandez e colorată în galben pal.

Dialectul olandez (în neerlandeză: Hollands) este o varietate dialectală a limbii neerlandeze, vorbită în partea vestică a Țărilor de Jos. Dialectul olandez și cel brabantin, vorbit în Brabantul de Nord, sunt varietățile dialectale cele mai vorbite din Țările de Jos.
În mod tradițional, în lucrările publicate în limba română termenul limba olandeză este frecvent folosit în loc de limba neerlandeză, mai ales în lucrări destinate publicului larg.